# Méray-Horváth Károly (szociológus)
Méray-Horváth Károly (Pest, 1859. március 30. – Budapest, 1938. április 26.) hírlapíró, szociológus, író.

## Életpályája
Horváth Károly városi főjegyző és országgyűlési képviselő fia. Technikai tanulmányokat végzett a müncheni főiskolán; később a párizsi école des beaux-arts és a müncheni szobrásziskola növendéke volt. 1887. november 17-től az Arad és Vidéke című politikai napilapot szerkesztette 1893. június 6-ig. Villamos szedőgépét említették 1895-ben a budapesti hírlapok. A polgári radikálisok mozgalmában is részt vett, 1906-ban pedig megválasztották a Társadalomtudományi Társaság alelnökének. Több szociológiai és politikai témájú írás szerzője, az „organikus” szociológiai elméletet képviselte. 
Képzőművészeti cikkeivel és bírálataival tűnt fel a Pesti Naplóban (1880. 284. sz. Makart és atelierje. 302. sz. A müncheni magyar művész-koloniából); Az uj operaház (Magyar Salon II. 1884-85). Az aesthetfika biologiai elmélete (Philos. Szemle 1887.)

## Munkái
- (Nő!) Egy asszony története. dráma négy felv. Bpest. 1888. (Először adatott a budapesti nemzeti szinházban 1884. nov. 12.)
- Klára, dráma három felv. Bpest, 1888.
- Falusi délutánok, vígj. három felv. Bpest, 1888. (Először a nemzeti szinházban 1888 nov. 23. Ism. Irodalmi Értesítő 8. sz., Délmagyarországi Közlöny 72. sz.)
- A diadalmas szerelem. Regény. Arad. 1889. (Ism. Délmagyarországi Közlöny 81. sz.)
- Tűz és hamu. Regény. Bpest. 1890. (Mindkettő előbb az Arad és Vidékében.)
- A kikosarazott. vígj. egy felv. (Arad és Vidéke 1888. 296. karácsonyi sz.)
- Die Physiologie der Weltgeschichte und der kommende Tag. Bp., 1901.
- Emberbutítás a középiskolában. Bp., 1901.
- A tévedések politikája és a kivezető út. Bp., 1909.
- A magyar politika és sociológia. Bp., 1911.
- Társadalomtudomány mint természettudomány. Bp., 1912.
- Amerika cézárja. Bp., 1915.
- Új világ felé. Regény, Bp., 1917.
- Weltmutation. Schöpfungsgesetze über Krieg und Frieden und die Geburt einer neuen Zivilisation. Zürich, 1918.
- Két primadonna. Regény, Bp., 1923.